# Lamoriodes
Lamoriodes is een geslacht van vlinders van de familie tandvlinders (Notodontidae), uit de onderfamilie Notodontinae.

## Soorten
- L. metaleuca Hampson, 1910
- L. metaphaea Hampson, 1910